# Petalomium lancetochaetosus
Petalomium lancetochaetosus (лат.) — вид мирмекофильных клещей рода Petalomium из семейства Neopygmephoridae (секция Heterostigmata, инфраотряд Eleutherengona). Украина: Одесская область, Хмельницкая область.

## Описание
Микроскопического размера клещи (длина 0,2 — 0,3 мм). Гнатосома полуокруглая, сверху с 2 парами гладких щетинок. Все спинные щитки гладкие. Хетотаксия ног сходная с таковой у вида Petalomium crinitus. Ноги 4-й пары очень длинные. Бесцветные или бледно-жёлтые. Вид Petalomium crinitus найден на муравьях Lasius umbratus.